# YMS-1級掃海艇
YMS-1級掃海艇（YMS-1きゅうそうかいてい、英語: YMS-1-class minesweeper）は、アメリカ海軍が運用していた補助内燃機掃海艇（YMS）の艦級である。
合計481隻が建造され、 アメリカ海軍のほか日本を含む西側諸国で運用された。複数のサブクラスが存在するほか、 レンドリース法によりイギリスに提供する目的で、本級を基にしたBYMS級掃海艇が建造されている。
1947年に現役だった艇は艦種記号をAMSに改められ、固有の名前が与えられた。この際、新たにAMS-1の記号が与えられた「アルバトロス」をネームシップと見做し、「アルバトロス級掃海艇」とも呼ばれる。

## 概要
本級の基本設計は排水量270トン、全長136フィート (41 m)、全幅24 ft 6 in (7.47 m)、喫水8 ft (2.4 m)であった。機関はゼネラルモーターズ（クリーブランド）製8-268A 2気筒ディーゼルエンジン（440 shp (330 kW)）を2基搭載し、2軸推進の構成で最大速力15ノット (28 km/h; 17 mph)を発揮した。艇体は木製を採用している。
乗員数は32名を標準とした。艇によって差異はあるものの、艇体に比べて武装は比較的強力で、一般的に3インチ砲×1基、20ミリ機銃×2基、爆雷投射機×2基を装備した。
YMS-1級は同時代のアメリカ海軍艦艇では比較的小型であった。そのため一部の乗員は、YMSは窮屈で、安定性に欠けているという印象を持った。明らかに誇張されてはいるものの、これらの問題点を指摘して、他の乗員がYMSに転属しないように警告する内容の詩が残されている。
人はYMSで生きているのではない

彼らはただ緊張とストレスにさらされながら

穏やかなる海に浮かんだ船の中で

豆の鞘のように振り回されているだけなのだ—よみ人しらず、"A Plug for a Distinguished Nervuos Cross"

## 各級
本級には、外観上の違いにより大きく分けて2つのサブクラスが存在しており、それぞれ独立した艦級として扱われることもある。

### YMS-135級
基本的な構成は同一だが、煙突が2本ではなく1本しかない。「YMS-135」から「YMS-445」、「YMS-480」、「YMS-481」が該当する。

### YMS-446級
基本的な構成は同一だが、煙突が廃止されて舷側排気に変更されている。「YMS-446」から「YMS-479」が該当する。

## アメリカ海軍以外での運用

### BYMS級掃海艇
レンドリース法の下でイギリスへ提供するため、YMS-1級と同型の掃海艇80隻が、BYMS級掃海艇として米国の造船所に発注された。これに加えて、アメリカ海軍向けに建造されたYMS-1級の一部である53隻（「YMS-137」から「YMS-284」）が、追加のBYMSとして移管された。後に17隻が追加納入されている。

### その他国外での運用
フランスは、第二次世界大戦中に31隻のYMS級掃海艇を受領した。このうち、1944年に1隻（D202、旧YMS-77）を触雷により喪失している。フランス海軍は戦後もYMS級を使用し続け、1962年時点でも7隻が就役していた。これらは掃海艇のほか、海軍兵学校の練習艦や試験艦としても使用された。3隻は1954年にフランスから南ベトナムに譲渡され、1961年には1隻がマダガスカルへ移管されている。
1947年、ポーランド海軍は3隻のYMSを購入した。「ORPデルフィン」（旧YMS-211、BYMS-2211）、「ORPフォカ」（旧YMS-257、BYMS-2257）、「ORPモルス」（旧YMS-282、BYMS-2282）の3隻はソ連製の85ミリ砲と12.7ミリ機銃4門で再武装され、1950年代半ばまで運用された。このうち「ORPデルフィン」はプツク湾で自沈処分され、ダイビングスポットになっている。さらに、ポーランドでは1隻のYMSが水路測量船として運用された。
「YMS-328」のように、軍を退役後、民間に払い下げられてヨットなどに改造された艇も存在する。海洋学者ジャック＝イヴ・クストーの海洋調査船「カリプソ号」は、「BYMS-2026」を改造したものであった。

### 日本での運用
1955年（昭和30年）、日米艦艇貸与協定に基づき7隻が日本の海上自衛隊に貸与され、「うじしま型掃海艇」と称した。1959年（昭和34年）には、日米相互防衛援助協定に基づき2隻が追加供与された。この2隻は「にのしま型掃海艇」として区別されることもある。
各艇には仕様上の差異がいくつかあり、大半は煙突が1本のYMS-135級だったが、「ゆげしま」のみ煙突がないYMS-446級だった。また、最初に貸与された7隻はアメリカ海軍の現役艇を提供されたが、「にのしま型」の2隻はモスボール保管されていた艇を供与されている。兵装の面でも違いがあり、砲熕兵装は前者が艇首に40ミリ単装機銃、両舷に20ミリ連装機銃だったが、後者は40ミリ単装機銃を欠いており20ミリ連装機銃だけだった。
1966年（昭和41年）3月31日に7隻が支援船（特務船YAS）に区分変更され、「うじしま」は除籍されて部品取りとして使用。練習船（YTE）に区分された「やくしま」は海上自衛隊第1術科学校で教育訓練に使用された後、1969年（昭和44年）除籍された。
| アメリカ海軍                    | アメリカ海軍                      | アメリカ海軍   | 海上自衛隊 | 海上自衛隊 | 海上自衛隊     | 海上自衛隊                      | 海上自衛隊      |
| 旧名                            | 建造所                            | 竣工           | 艇番号     | 艦名       | 供与           | 区分変更                        | 除籍            |
| ------------------------------- | --------------------------------- | -------------- | ---------- | ---------- | -------------- | ------------------------------- | --------------- |
| YMS-192 AMS-5 コンドル          | グリーンボート・ベースン建設      | 1943年 6月13日 | MSC-655    | うじしま   | 1955年 3月18日 | N/A                             | 1966年 3月31日  |
| YMS-231 AMS-10 ファイアクレスト | フランク・L・サンプル・ジュニア社 | 1943年 8月6日  | MSC-656    | えたじま   | 1955年 3月15日 | 1966年 3月31日 特務船（YAS-37） | 1966年 11月30日 |
| YMS-369 AMS-18 ヘロン           | ホイーラー造船                    | 1943年 9月9日  | MSC-657    | ぬわじま   | 1955年 3月21日 | 1966年 3月31日 特務船（YAS-38） | 1967年 3月31日  |
| YMS-422 AMS-28 オスプレイ       | アストリア海事建設                | 1944年 9月27日 | MSC-658    | やくしま   | 1955年 2月22日 | 1966年 3月31日 練習船（YTE-10） | 1969年 3月31日  |
| YMS-441 AMS-32 ペリカン         | ロバート・ジェイコブ社            | 1945年 2月20日 | MSC-659    | おぎしま   | 1955年 4月16日 | 1966年 3月31日 特務船（YAS-39） | 1968年 3月31日  |
| YMS-461 AMS-36 スワロー         | スタディアム・ヨット・ベースン社  | 1944年 6月21日 | MSC-660    | ゆげしま   | 1955年 4月16日 | 1966年 3月31日 特務船（YAS-40） | 1968年 3月31日  |
| YMS-415 AMS-40 シャッタレア     | スタディアム・ヨット・ベースン社  | 1944年 10月1日 | MSC-661    | ゆりしま   | 1955年 4月16日 | 1966年 3月31日 特務船（YAS-41） | 1968年 3月31日  |
| YMS-372 AMS-20 ハマー           | ウィーバー造船所                  | 1944年 3月28日 | MSC-662    | にのしま   | 1959年 3月16日 | 1966年 3月31日 特務船（YAS-42） | 1968年 3月31日  |
| YMS-376 AMS-23 ラーク           | グリーンボート・ベースン建設      | 1943年 8月9日  | MSC-663    | もろしま   | 1959年 3月16日 | 1966年 3月31日 特務船（YAS-43） | 1968年 3月31日  |

## 運用国一覧
- アメリカ合衆国海軍
- イギリス海軍
- フランス海軍
- カナダ海軍
- ポーランド海軍
- 海上自衛隊
- ベトナム共和国海軍